# Elizabeth Siddal

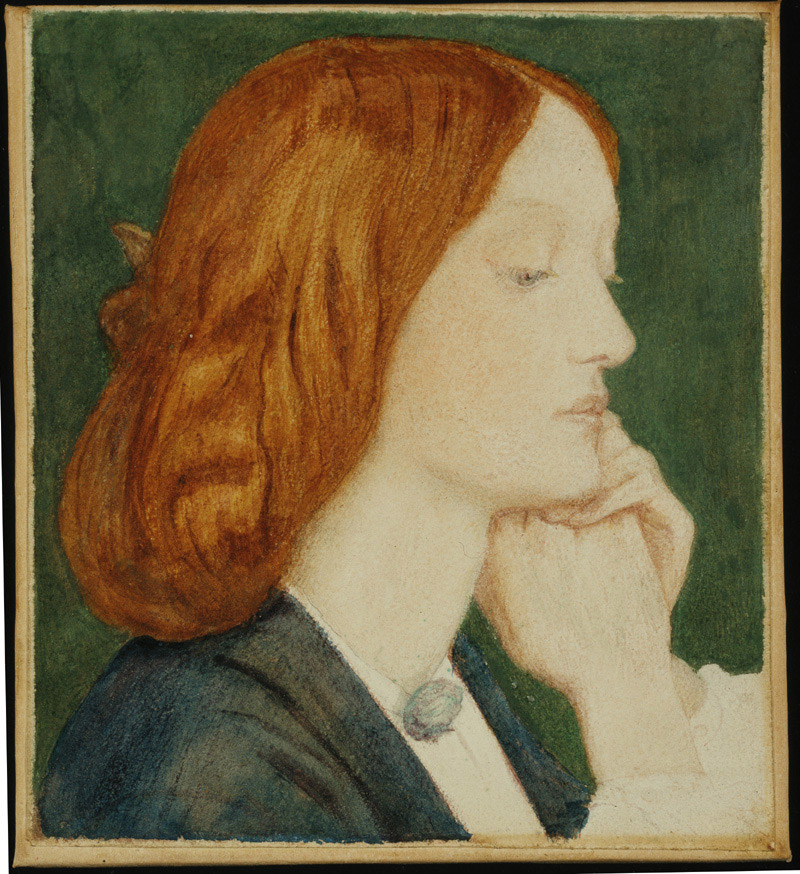
Dante Gabriel Rossetti: Elisabeth Siddal (um 1854)

Elizabeth Eleanor Siddal (* 25. Juli 1829 in Holborn, London; † 11. Februar 1862 in London) war eine britische Malerin und Dichterin, das Lieblingsmodell der Präraffaeliten und die Ehefrau des Malers Dante Gabriel Rossetti.

## Familiäre Herkunft
Elizabeth Siddals Nachname lautete eigentlich Siddall, doch bevorzugte sie, wohl auf Anregung Rossettis, die Schreibweise mit nur einem „l“. Sie wurde 1829 als drittes von acht Kindern geboren. Ihre Eltern, der Eisenwarenhändler Charles Crooke Siddall aus Sheffield und ihre Mutter Elizabeth Eleanor Evans, waren seit dem 13. Dezember 1824 verheiratet.

## Das Modell der Präraffaeliten

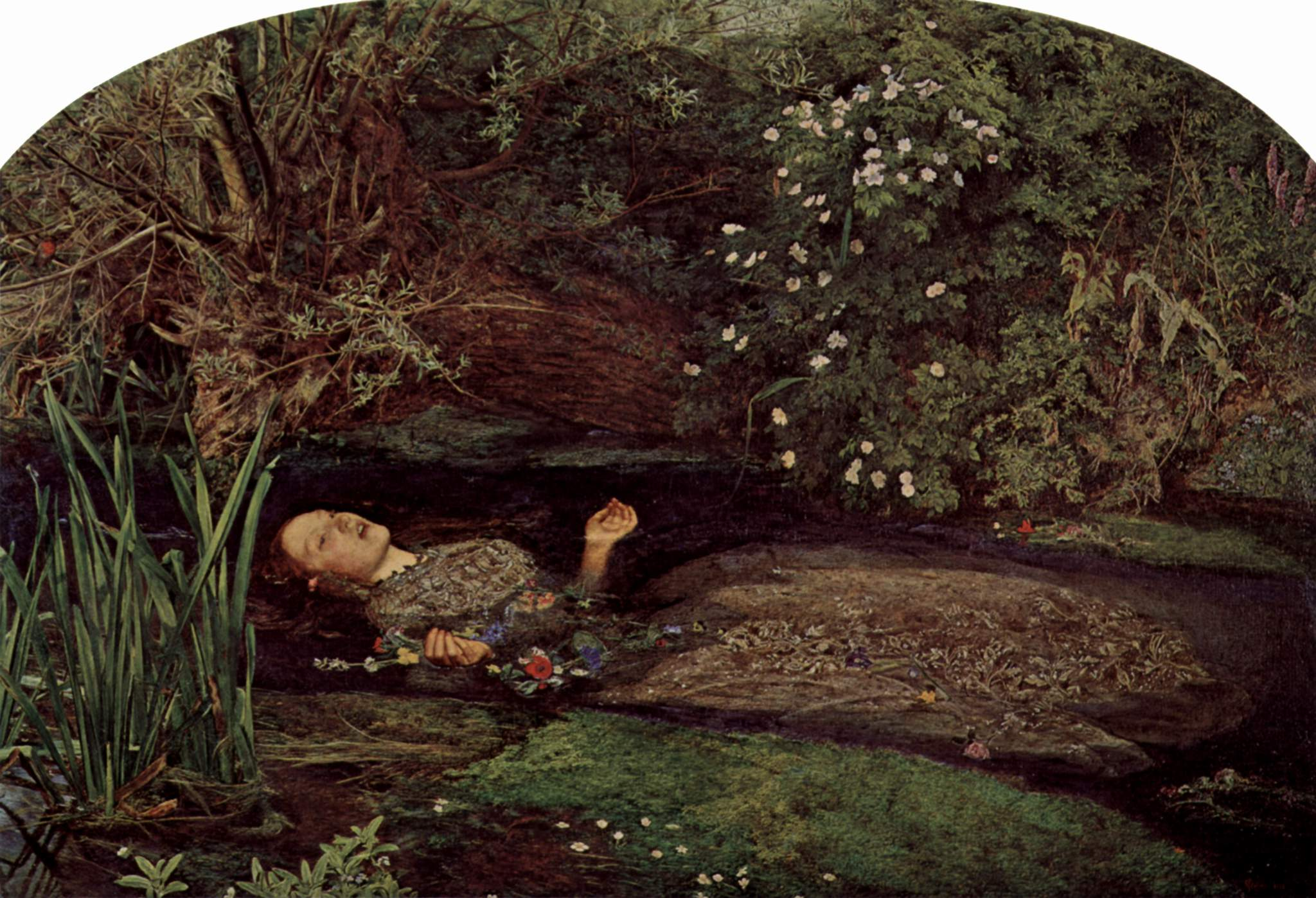
John Everett Millais: Ophelia (1852)

Siddal wurde 1849 von dem Maler Walter Deverell in einem Modegeschäft, wo sie als Hutmacherin arbeitete, entdeckt. Ihre delikate, fragile Schönheit und ihr hüftlanges, kupferfarbenes Haar ließen sie rasch zu dem vielleicht wichtigsten Modell der Präraffaeliten werden, da sie wie kaum eine andere Frau deren weibliches Ideal personifizierte.
In der Folgezeit stand sie Modell für William Holman Hunt (u. a. als Sylvia in Zwei Herren aus Verona) und für John Everett Millais (als Ophelia). Für dieses berühmte Gemälde, das die ertrinkende Ophelia aus Shakespeares Tragödie Hamlet darstellt, posierte Siddal, voll bekleidet mit einem bestickten Kleid, in einer Badewanne. Da das Gemälde im Winter 1851/52 entstand, hatte Millais Öllampen unter die Badewanne gestellt, um das Wasser warmzuhalten. Einmal aber gingen die Lampen aus und das Badewasser wurde langsam eiskalt. Millais war so in seine Malerei vertieft, dass er davon nichts bemerkte, und Siddal nahm ihre Arbeit als Modell so ernst, dass sie Millais nicht aus seiner Inspiration reißen wollte und nichts sagte. Nach diesem Ereignis erkrankte Siddal jedoch ernstlich an einer Erkältung oder sogar Lungenentzündung, und ihr Vater drohte Millais eine Klage an. Für Hunt mochte Siddal ebenfalls nicht mehr Modell stehen, seit er dem Maler John Tupper zum Spaß eingeredet hatte, sie sei seine Frau. So diente Siddal seit 1852 nur noch Dante Gabriel Rossetti als Modell, der sie auf vielen Zeichnungen und Bildern verewigte.

## Die Malerin und Dichterin

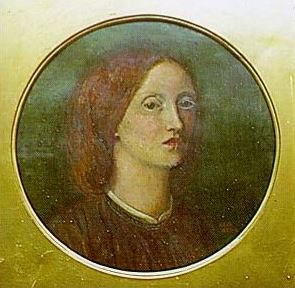
Elizabeth Siddal: Selbstporträt (1854)

Der Kunstkritiker John Ruskin zahlte Siddal seit 1854 ein großzügiges jährliches Stipendium, das es ihr erlaubte, sich ebenfalls auf das Malen zu konzentrieren. Rossetti unterrichtete und unterstützte sie dabei künstlerisch. Siddal illustrierte Motive aus mittelalterlichen Sagen, Sir Walter Scotts Geschichten sowie aus William Wordsworth' und Alfred Tennysons Gedichten in Form von Tusch- und Bleistiftzeichnungen oder als Aquarelle. Sie malte auch einige Ölbilder, darunter ein Selbstporträt (1854), auf dem sie sich unbeschönigt und nicht unkritisch darstellte. Auf der präraffaelitischen Ausstellung in Russell Place 1857 stellte sie zum ersten Mal aus, freilich noch ohne Verkaufserfolge. Nur ein Teil ihrer Bilder ist bis heute erhalten geblieben.
Außerdem schrieb Siddal fünfzehn Gedichte, die alle um schwermütige Themen kreisen; so bezweifelt sie etwa im Schlussvers von „Dead Love“ (1859) die Möglichkeit wahrer Liebe:
If the merest dream of love were true
Then, sweet, we should be in heaven,
And this is only earth, my dear,
Where true love is not given.

## Beziehung zu Dante Gabriel Rossetti

Porträt von Mrs. D. G. Rossetti gemalt 1861

Seit 1852 war Siddal die Geliebte Dante Gabriel Rossettis. Er redete sie mit dem Kosenamen „Guggum“ an. Rossetti konnte sich aber lange nicht zu einer Heirat entschließen, da Siddal nicht den Vorstellungen seiner Eltern entsprach und er selbst sich auch zu anderen „Musen“ wie Ruth Herbert, Annie Miller und Fanny Cornforth hingezogen fühlte. 1858 kam es sogar zur Trennung von Elizabeth Siddal; in der Folge verschlechterte sich ihre Gesundheit, auch wegen ihrer Abhängigkeit von dem opiumhaltigen Medikament Laudanum. Als sie Anfang 1860 so krank war, dass sie zeitweise das Bett nicht mehr verlassen konnte und man schon mit ihrem baldigen Ende rechnete, entschied sich Rossetti schließlich, sie zu heiraten. Die Ehe wurde am 23. Mai 1860 in der St. Clement’s Kirche in Hastings geschlossen. Glückliche Flitterwochen in Paris und Boulogne folgten.
Siddal wurde schwanger, doch endete ihre Schwangerschaft am 2. Mai 1861 mit der Totgeburt eines Mädchens, was sie sehr mitnahm. Als sie 1862 zum zweiten Mal schwanger war, verübte sie mittels einer Überdosis Laudanum Suizid. Sie hinterließ einen Abschiedsbrief, den Rossetti aber auf Anraten des Malers Ford Madox Brown verbrannte, um Siddal nicht als Selbstmörderin der gesellschaftlichen Ächtung und der Verweigerung eines kirchlichen Begräbnisses auszusetzen. Sie wurde auf dem Highgate Cemetery (West) in London bestattet. Rossetti wurde durch den Tod seiner Ehefrau ernstlich aus der Bahn geworfen. Er glaubte, dass ihr Geist ihn jede Nacht heimsuche, und versuchte auf spiritistischen Séancen mit ihr Kontakt aufzunehmen. In seinem berühmten Gemälde Beata Beatrix (erste Fassung 1863, zweite Fassung 1870) stellte Rossetti Elizabeth Siddal als betende Beatrice (Dantes verklärte Geliebte) dar.

## Die Exhumierung

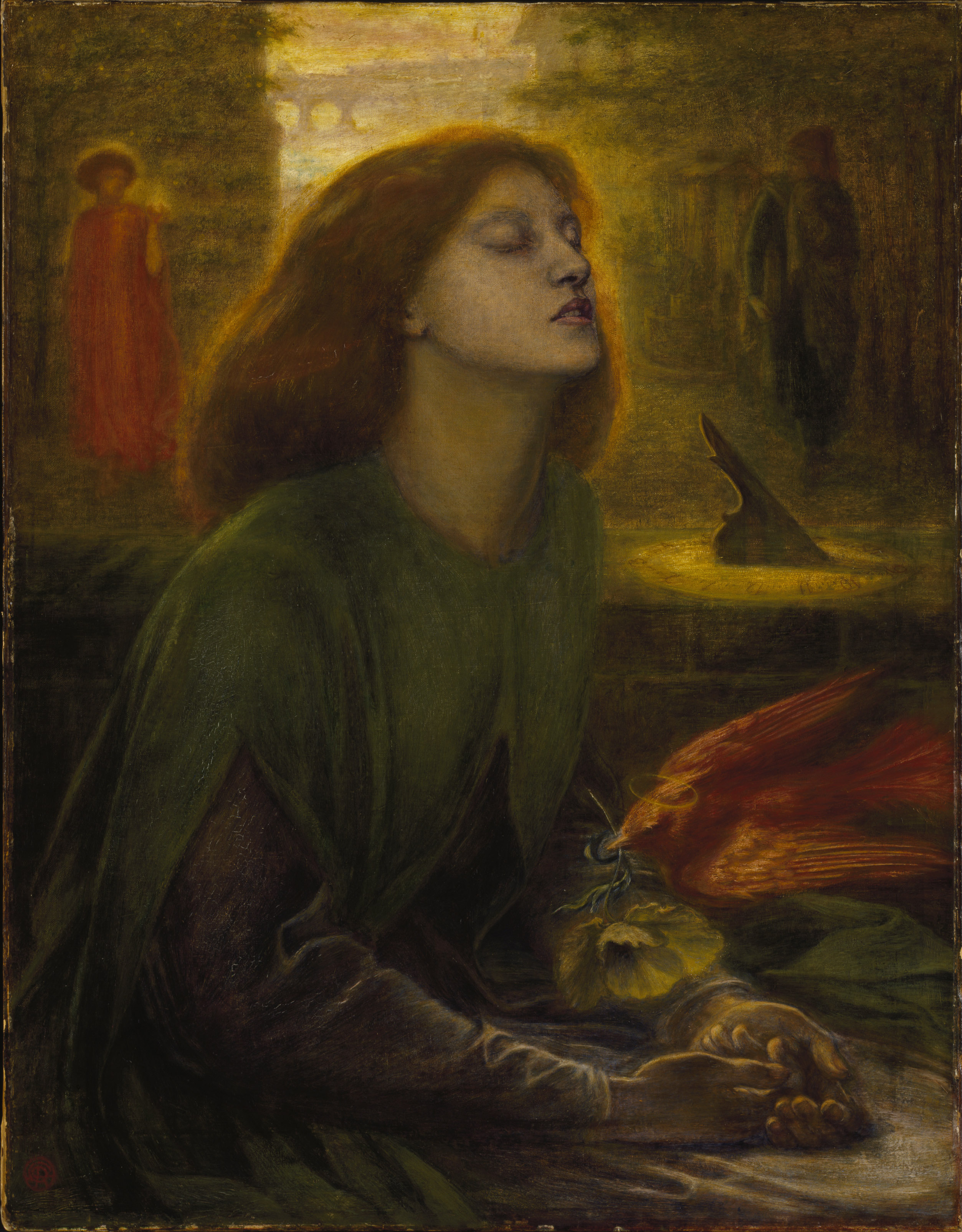
Dante Gabriel Rossetti: Beata Beatrix (Erste Fassung, 1863)

Rossetti hatte 1862 in Siddals Sarg ein Manuskript mit seinen Gedichten gelegt, von denen er sonst keine Abschrift hatte. Er ließ das Heft zwischen Siddals wallendes rotes Haar gleiten, offenbar im (irrigen) Glauben, nach ihrem Tod nie wieder dichten zu können. 1869 fasste Rossetti den Entschluss, seine Gedichte zu veröffentlichen. Daher appellierte er an den britischen Innenminister, den Sarg exhumieren zu dürfen, und erhielt auch die Erlaubnis dazu. Um öffentliches Aufsehen zu vermeiden, wurde Siddals Sarg mitten in der Nacht ausgegraben und geöffnet. Rossetti selbst war dabei nicht anwesend, nur sein Agent Charles Augustus Howell. Dieser verbreitete anschließend das falsche Gerücht, Siddals Leiche sei unverwest gewesen und ihr Haar sei weitergewachsen und habe den ganzen Sarg ausgefüllt, wohl um die makabere Tatsache der Exhumierung zu beschönigen. Das Gedichtheft wurde mit leichten Spuren von Wurmfraß gefunden und von Rossetti zusammen mit neueren Gedichten, die er nach 1862 gedichtet hatte, veröffentlicht (Rossetti: Poems, 1870), aber von der Kritik wegen deren erotischen Gehalts nicht gut aufgenommen.

## Rezeption
Im Tafelservice berühmter Frauen von Vanessa Bell und Duncan Grant von 1934 ist ihr ein Teller gewidmet.
Siddal wurde in Ken Russels Fernsehfilm Dante's Inferno: The Private Life of Dante Gabriel Rossetti, Poet and Painter (1967) als tief depressive und Laudanum-abhängige Frau dargestellt. Es gab sogar das Gerücht, Bram Stoker sei bei ihrer Exhumierung anwesend gewesen und habe sie als Inspiration für Lucy Westenra in seinem Roman Dracula verwendet. Dies ist jedoch wenig glaubhaft, da Stoker zum Zeitpunkt der Exhumierung 22 Jahre alt und noch Student in Dublin war.
Durch die im April 2023 eröffnete Ausstellung The Rossettis in der Tate Britain fand eine erste wissenschaftliche Annäherung an die Künstlerin Elizabeth Siddal statt. „Siddal galt lange entweder nur ‚als Modell‘ oder als ‚nachahmende Künstlerin‘, die den männlichen Präraffaeliten folgte“, stellte Carol Jacobi, die Kuratorin der Ausstellung, fest. Das sei aber ungenau; die Ausstellung mit 17 ihrer Zeichnungen und Aquarelle hob sie als eigenständige Malerin hervor. Weiter beleuchten eine neue Siddall-Biografie von Jan Marsh (2023) und neue Forschungsergebnisse von Glenda Youde, einer Kunsthistorikerin der York University, Siddal als talentierte Künstlerin.

## Trivia
- Die britische Spoken-Word-Künstlerin Anne Clark wählte das Gemälde der Beata Beatrix für das Coverartwork ihres 1982er Debüts „The Sitting Room“ aus.[12]
- Die Ethereal-Band „Siddal“ benannte sich nach Elizabeth Siddal.[13]
- Der französische Schriftsteller Philippe Delerm (* 1950) behandelt Elizabeth Siddal in dem Roman „Blauseidener Pfau“ (französischer Originaltitel: Autumn, 1998).[14]

## Galerie

### Werke von Siddal

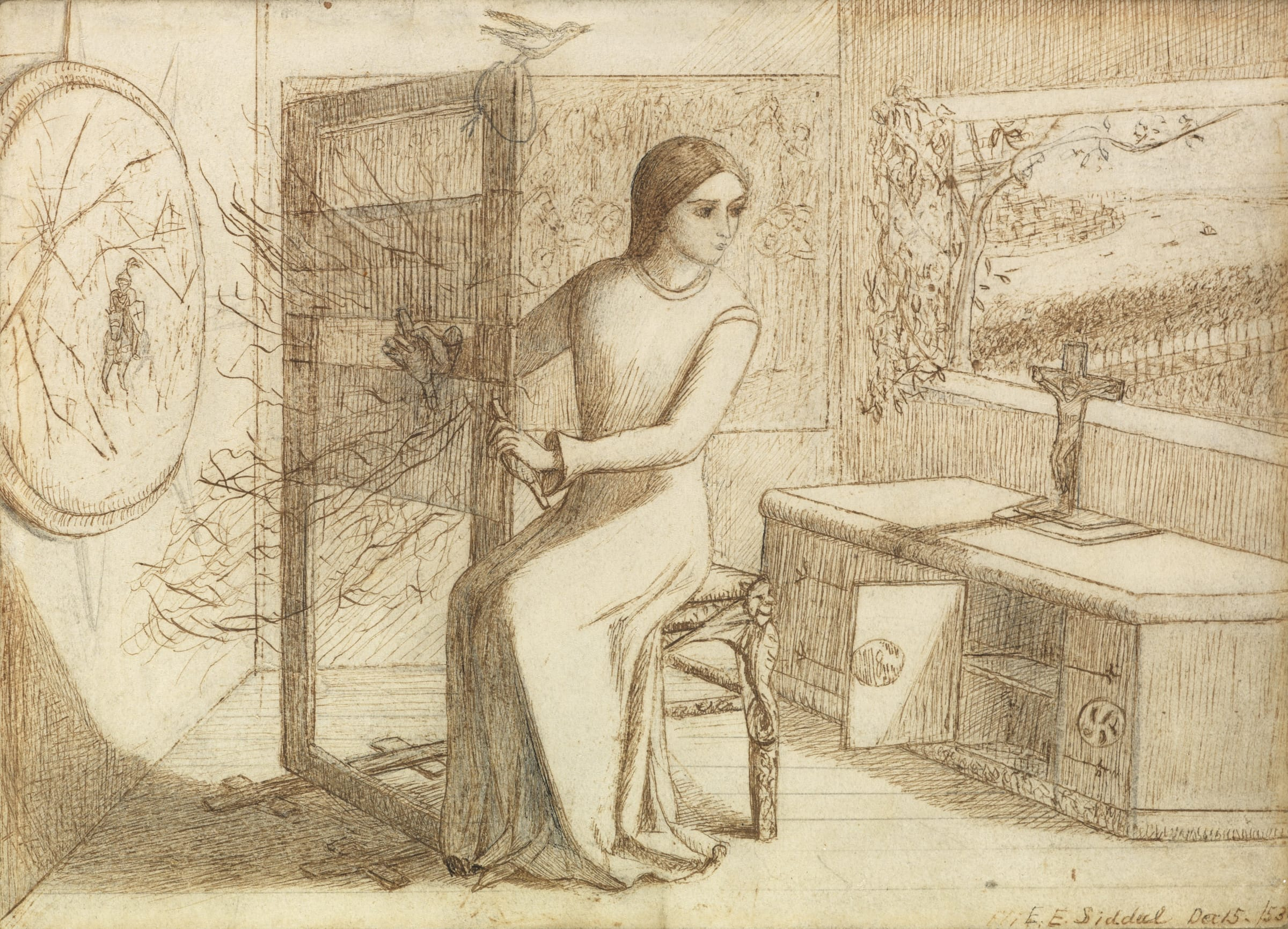
The Lady of Shalott, 1853
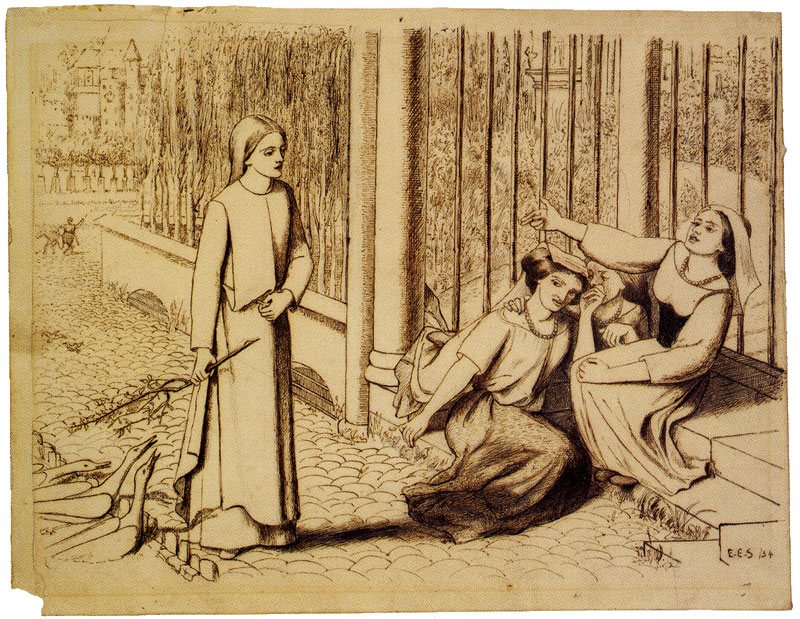
Pippa Passes, 1854
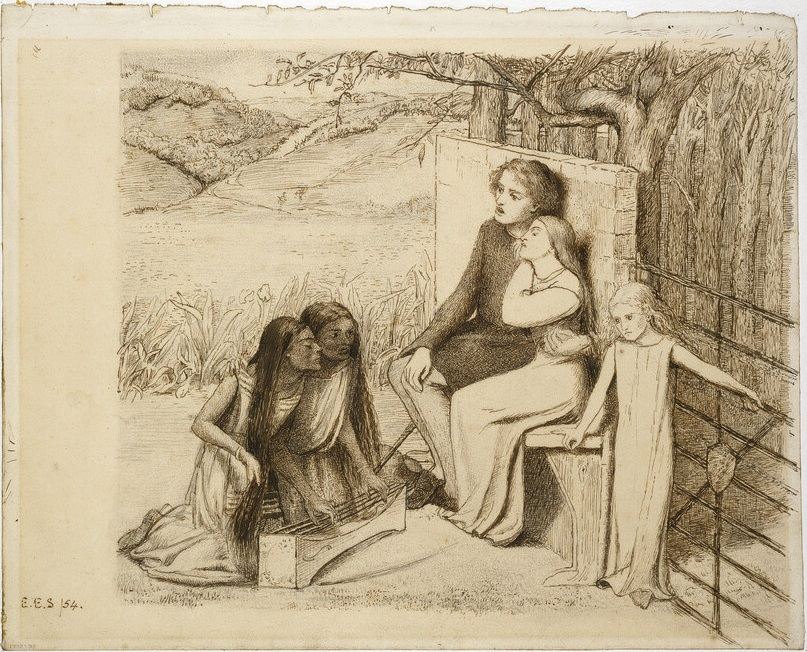
Lovers Listening to Music, 1854
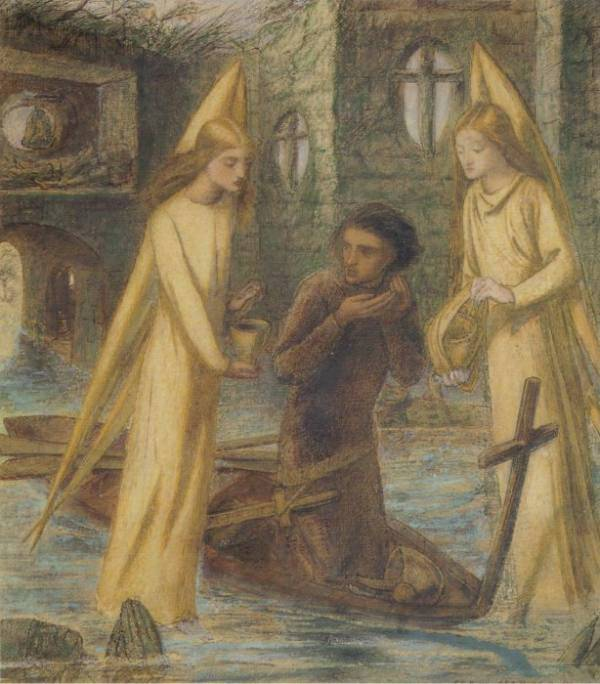
The Quest of the Holy Grail, 1855, entworfen von Siddal, gemeinsames Werk mit Rossetti
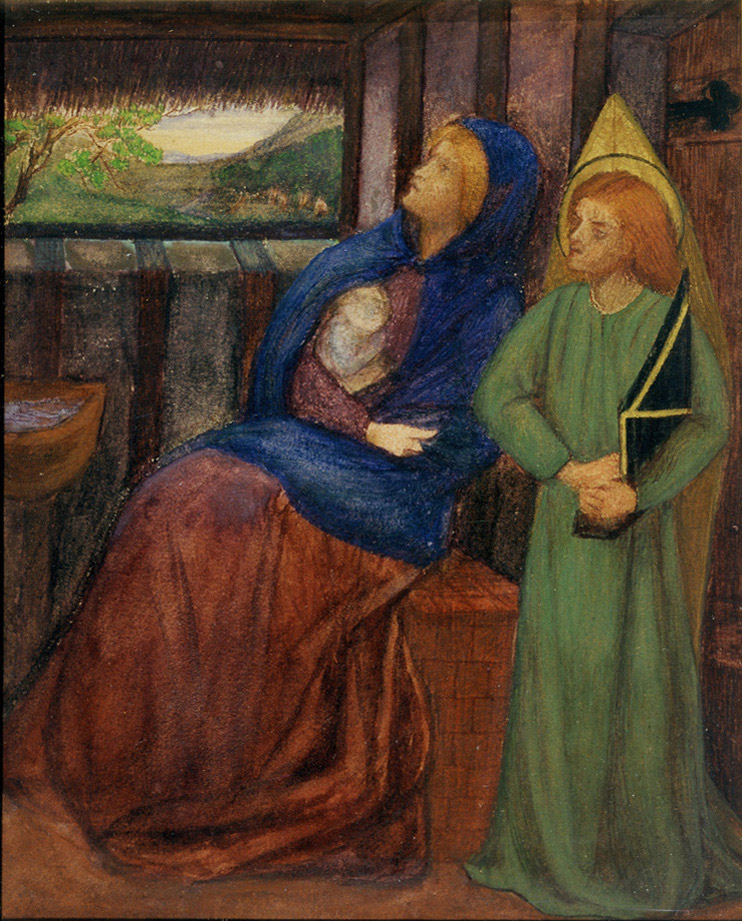
Holy Family, circa 1856
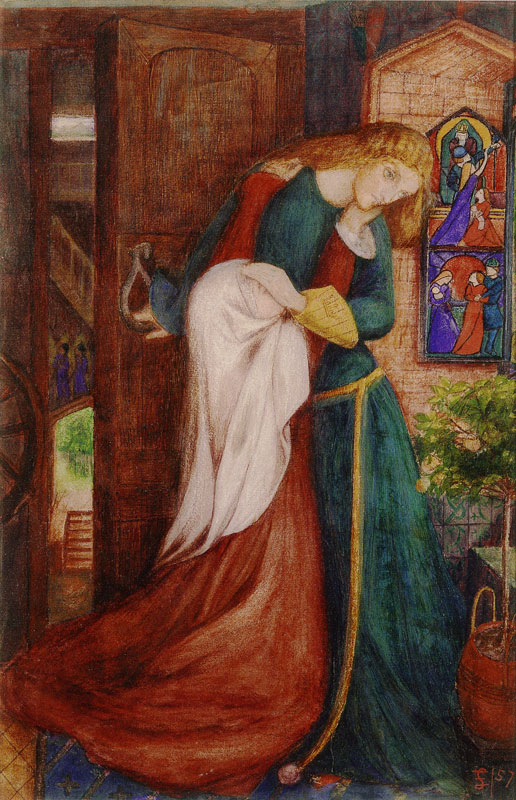
Lady Clare, 1857
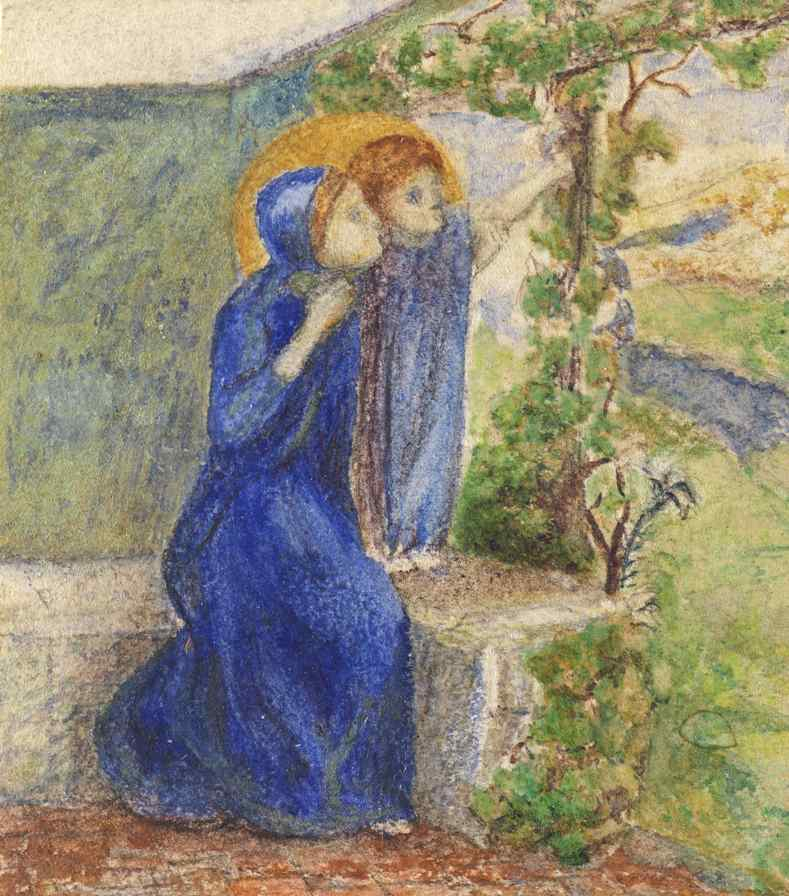
Madonna and Child, unbekanntes Datum

### Werke mit Siddal als Modell

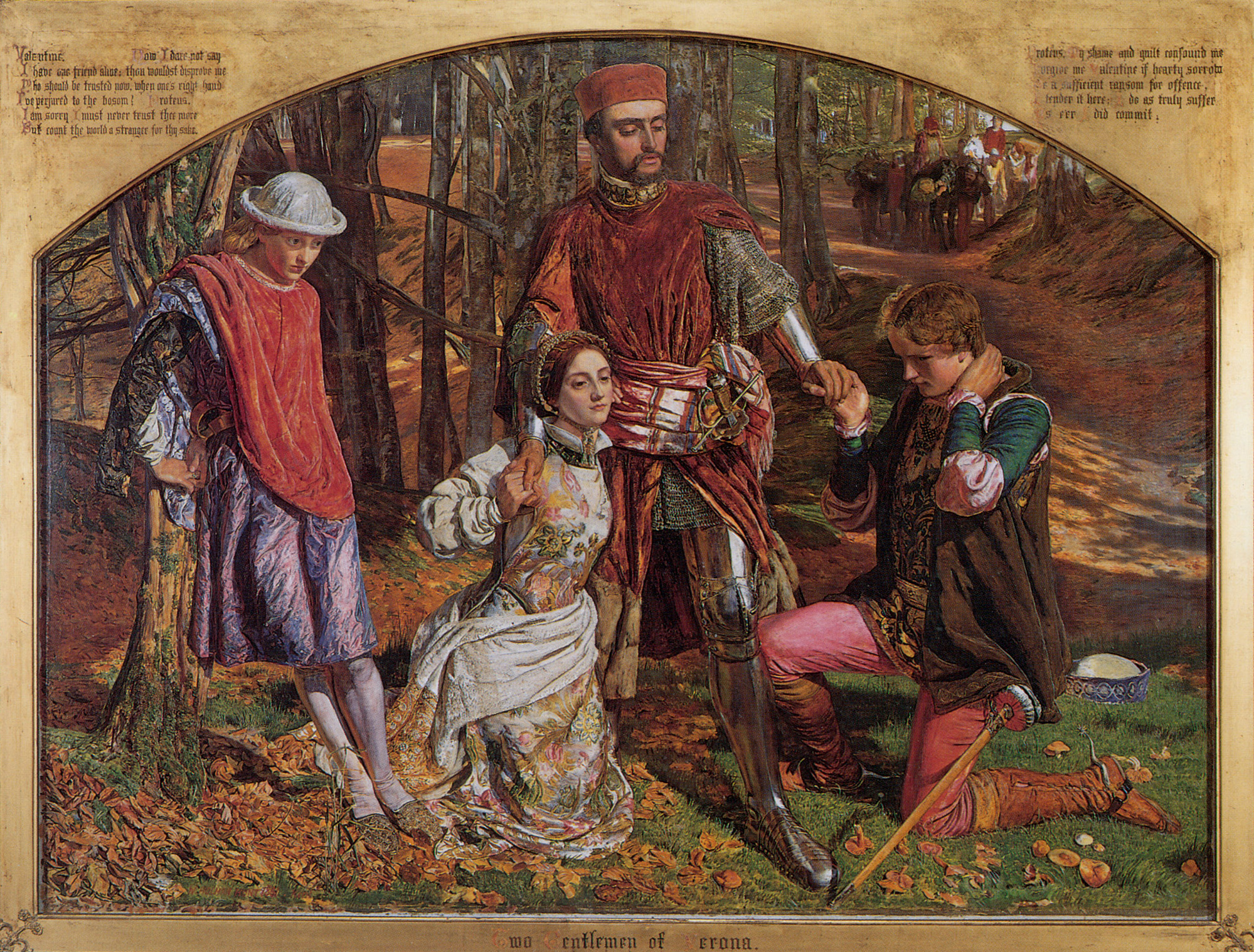
William Holman Hunt: Two Gentlemen of Verona, Valentine Rescuing Sylvia From Proteus, 1850 oder 1851
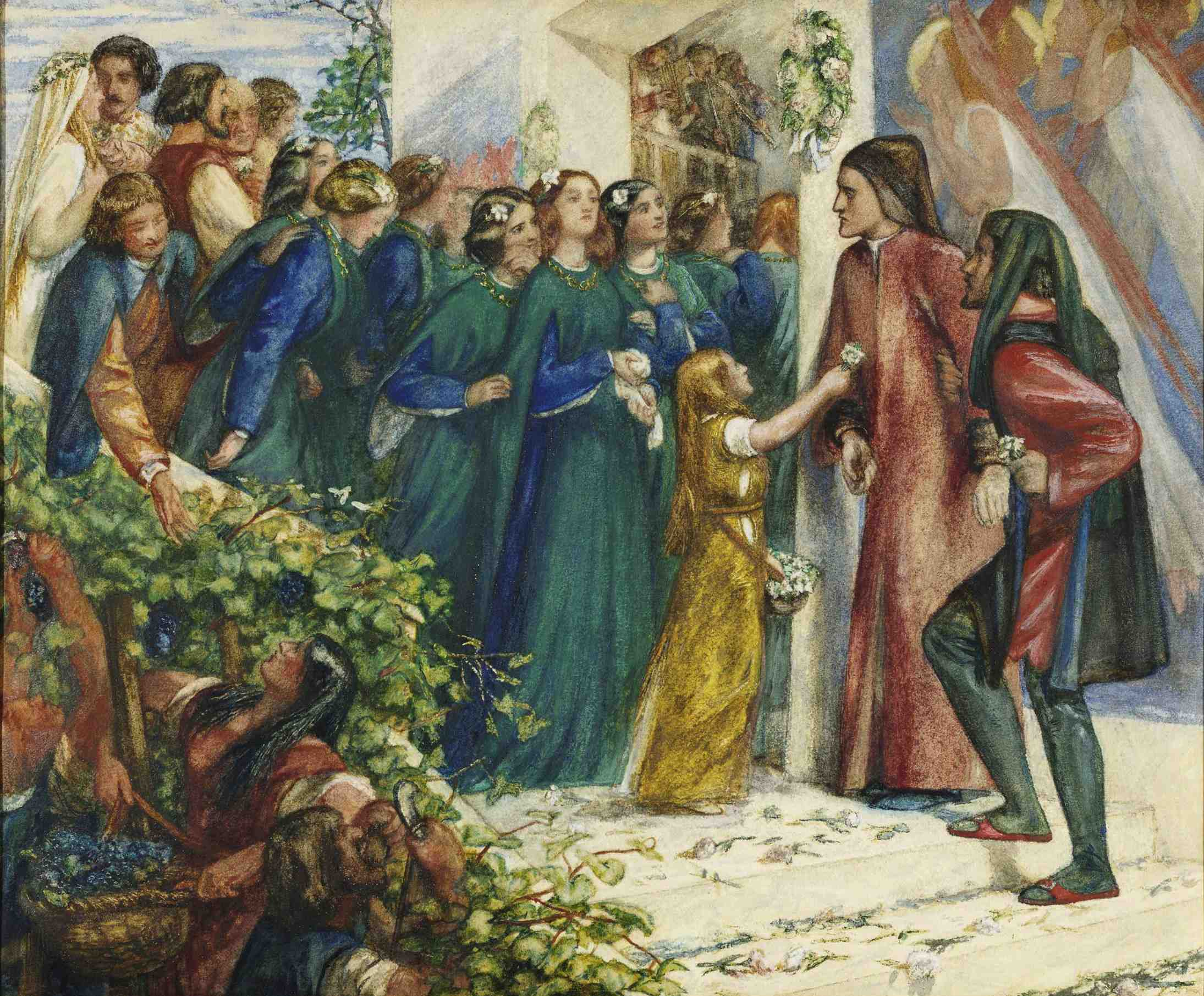
Dante Gabriel Rossetti: Beatrice meeting Dante at a marriage feast, denies him her salutation, 1852
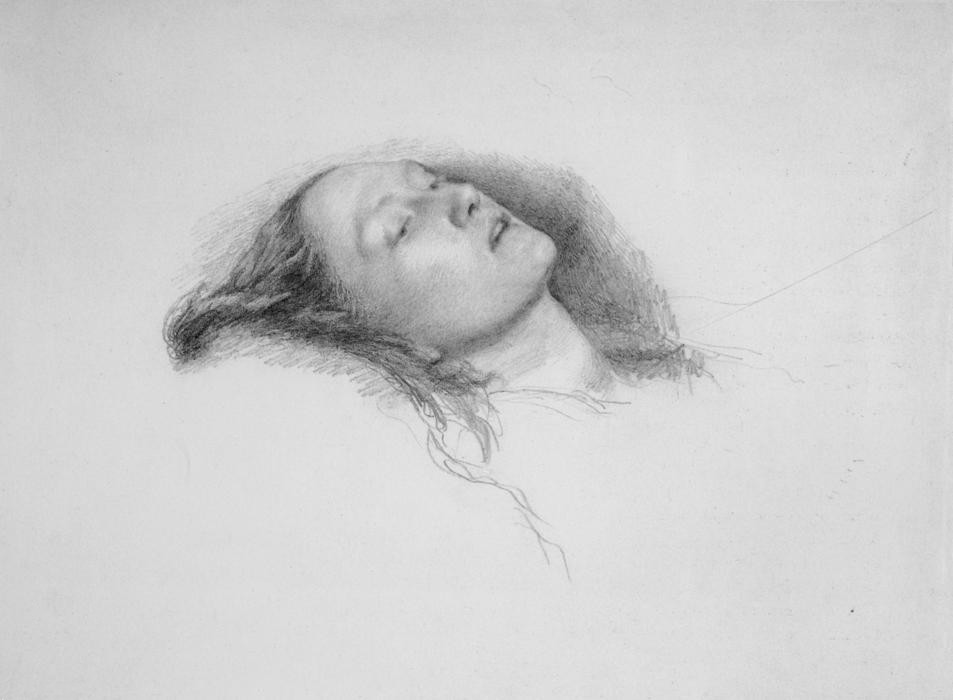
John Everett Millais: Elizabeth Siddal - Study for Ophelia, 1852
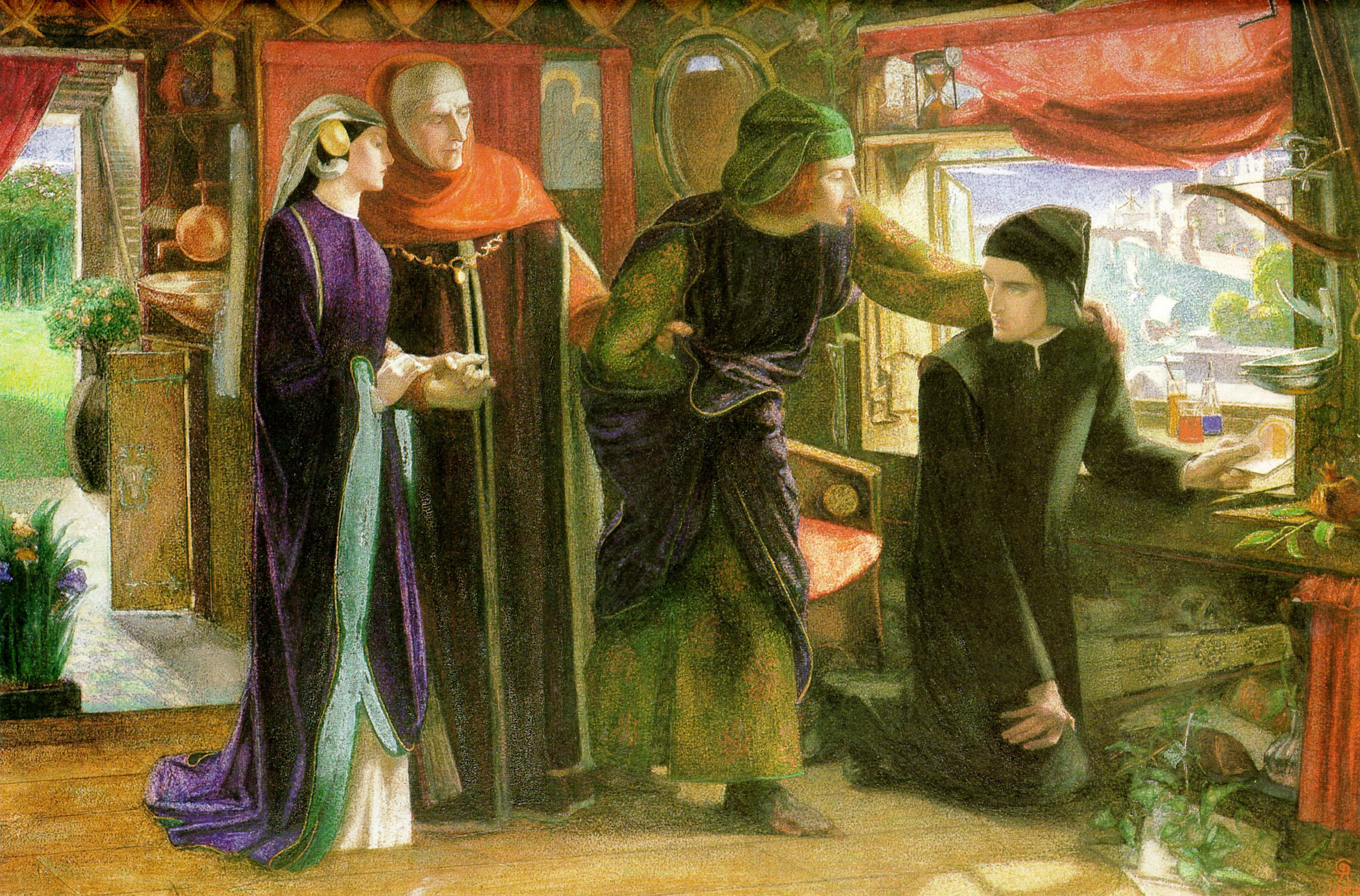
Dante Gabriel Rossetti: The First Anniversary of the Death of Beatrice, 1853
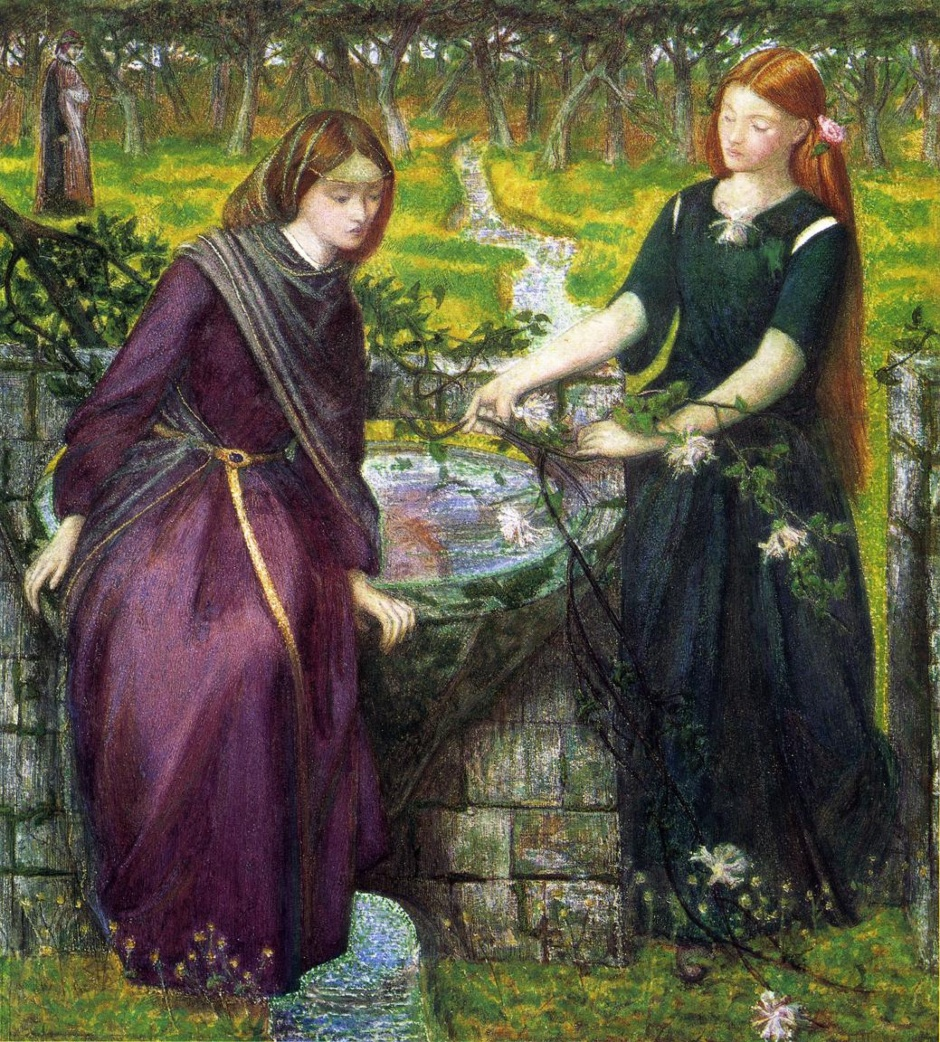
Dante Gabriel Rossetti: Dante's Vision of Rachel and Leah, 1855
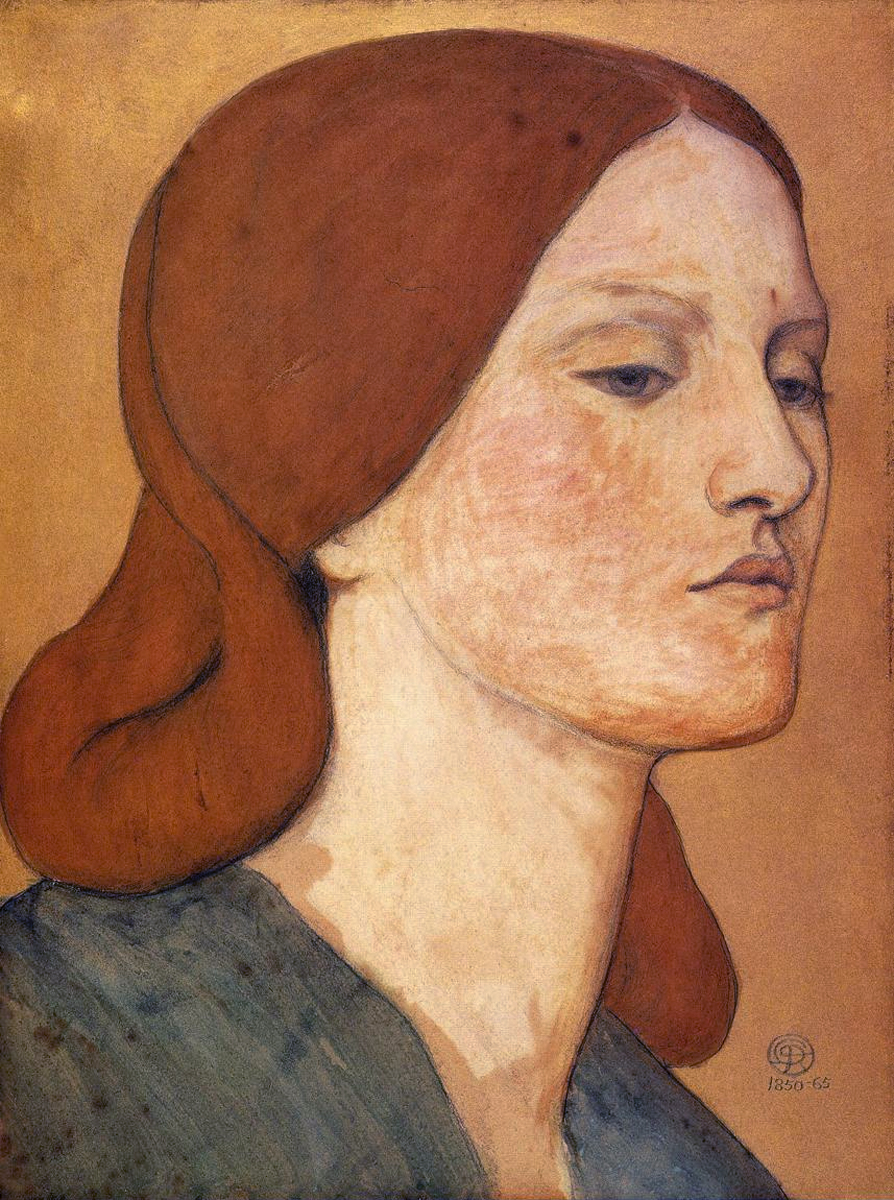
Dante Gabriel Rossetti: Elizabeth Siddal, 1850–65